# Tutwiler, Mississippi
Tutwiler là một thành phố thuộc quận Tallahatchie, tiểu bang Mississippi, Hoa Kỳ. Năm 2010, dân số của thành phố này là 3 550 người.

## Dân số
- Dân số năm 2000: 1 364 người.
- Dân số năm 2010: 3 550 người.